# Tipula (Odonatisca) nodicornis platyglossa
Tipula (Odonatisca) nodicornis platyglossa is een ondersoort van de tweevleugelige Tipula (Odonatisca) nodicornis uit de familie langpootmuggen (Tipulidae). De ondersoort komt voor in het Palearctisch gebied.